# Епархия Патерсона

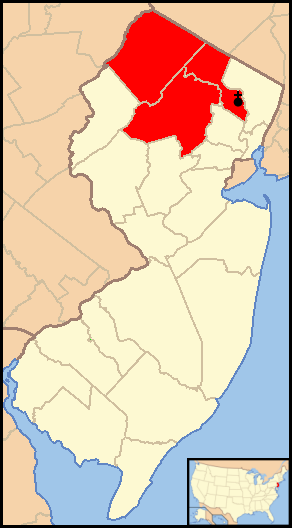
Расположение епархии Патерсона

Епархия Патерсона (лат. Dioecesis Patersonensis) — епархия Римско-Католической церкви в городе Патерсон, штат Нью-Джерси, США. Епархия Патресона входит в митрополию Ньюарка. Кафедральным собором епархии Патерсона является Собор Иоанна Крестителя.

## История
9 декабря 1937 Папа римский Пий XI издал буллу «Recta cuiusvis», которой учредил епархию Паттерсона, выделив её из архиепархии Ньюарка.

## Ординарии епархии
- епископ Томас Генри Маклафлин[англ.] (16.12.1937 — 17.03.1947)
- епископ Томас Алоизиус Боланд[англ.] (21.06.1947 — 15.11.1952) — назначен архиепископом Ньюарка
- епископ Джеймс Алоизиус Макналти[англ.] (09.04.1953 — 12.02.1963) — назначен епископом Буффало
- епископ Джеймс Джонстон Нэваг[англ.] (12.02.1963 — 02.10.1965)
- епископ Лоуренс Бернард Бреннан Кейси[англ.] (04.03.1966 — 13.06.1977)
- епископ Фрэнк Джозеф Родимер[англ.] (05.12.1977 — 01.06.2004)
- епископ Артур Джозеф Серрателли[англ.] (01.06.2004 — 15.04.2020)
- епископ Кевин Джеймс Суини[англ.] (с 15.04.2020)

## Источник
- Annuario Pontificio, Libreria Editrice Vaticana, Città del Vaticano, 2003, ISBN 88-209-7422-3
- Булла Recta cuiusvis, AAS 30 (1938), стр. 253  (лат.)